# Jules Rathier
Pour les articles homonymes, voir Rathier.
Jules Rathier est un homme politique français né le 7 septembre 1828 à Chablis (Yonne) et décédé le 1er octobre 1887 à Chablis.

## Biographie
Frère de Charles Rathier, il est viticulteur à Chablis. Conseiller général, il est député de l'Yonne de 1871 à 1876 et de 1877 à 1887. il siège à gauche, au groupe de l'Union républicaine. 

## Sources
- « Jules Rathier », dans Adolphe Robert et Gaston Cougny, Dictionnaire des parlementaires français, Edgar Bourloton, 1889-1891 [détail de l’édition]